# Manhua
Manhua (chiń. trad. 漫畫; upr. 漫画; pinyin: mànhuà) – chińska odmiana komiksów, odpowiednik japońskiej mangi i koreańskiej manhwy.
Manhua to odmiana komiksu powstała w Chinach. Możliwe, że ze względu na wyższy poziom wolności ekspresji artystycznej i bliższe związki z Japonią, Hongkong i Tajwan były do tej pory miejscami publikacji większości komiksów manhua, a także chińskich tłumaczeń japońskiej mangi.

## Historia
Najstarsze zachowane przykłady chińskich rysunków to płaskorzeźby na skałach pochodzące z XI wieku p.n.e. oraz ceramika z okresu 5000–3000 p.n.e. Innymi przykładami są symboliczne rysunki pędzlem z czasów dynastii Ming, satyryczny rysunek autorstwa artysty Zhu Da zatytułowany Pawie z okresu dynastii Qing oraz praca zwana Obrazy z farsy duchów namalowane przez Luo Liangfenga około 1771 roku. Chińska manhua rodziła się pod koniec XIX i na początku XX wieku, najszybciej w latach 1867–1927.
Wprowadzenie metod tworzenia litografii, które przejęto z Zachodu, było przełomowym krokiem dla rozwoju sztuki początków XX wieku. Od lat 70. XIX wieku, karykatury zaczęły pojawiać się w gazetach i periodykach. Około 1920 roku książki rozmiaru dłoni jak na przykład Lianhuanhua zyskiwały popularność w Szanghaju. Uznaje się je za bezpośrednich poprzedników dzisiejszej manhuy.
Jednym z pierwszych magazynów, w których publikowano satyryczne komiksy, był pochodzący z Wielkiej Brytanii The China Punch. Pierwszym dziełem autorstwa osoby narodowości chińskiej była Sytuacja na Dalekim Wschodzie, którą w 1899 roku narysował Xie Zuantai, a którą wydrukowano w Japonii. Sun Jat-sen założył Republikę Chińską w 1911 roku, wykorzystując pochodzącą z Hongkongu manhuę jako narzędzie szerzenia antyqingowskiej propagandy. Komiksami, które odzwierciedlały zmagania z czasów transformacji i wojny były The True Record i Renjian Pictorial.
Aż do założenia „Manhua Hui” w Chinach w 1927 roku, wszystkie wcześniejsze prace były tworzone w formie Lianhuanhua lub luźnych zbiorów materiałów. Pierwszy chiński magazyn poświęcony komiksom manhua „Shanghai Sketch” pojawił się w 1928 roku. Między 1934 a 1937 rokiem w Szanghaju ukazywało się 17 czasopism na temat manhuy. Ta forma jeszcze raz miała zostać wykorzystana przez propagandę w czasie wybuchu drugiej wojny chińsko-japońskiej. W czasie, gdy Japończycy okupowali Hongkong w 1941 roku, manhua nie była tworzona. Po przegranej Japończyków w 1945 roku, ze względu na konflikt chińskich nacjonalistów i komunistów w polityce zapanował chaos. Krytyczna manhua This is a Cartoon Era autorstwa Renjiana Huahui zwracała uwagę na polityczne tło tamtych czasów.
Zamieszanie w Chinach trwało jeszcze w latach 50. i 60. Nasilenie chińskiej emigracji do Hongkongu uczyniło z niego główny rynek dla manhuy, szczególnie w związku pojawieniem się pokolenia dzieci z wyżu demograficznego. Najbardziej wpływowym magazynem dla dorosłych był powstały w 1956 roku Cartoons World, którego sprzedaż napędzał bestseller Uncle Choi. Dostępność japońskich i tajwańskich komiksów sprzedawanych jako pirackie kopie po okazyjnej cenie 10 centów stanowiła wyzwanie dla lokalnych wydawców. Potrzeba było manhuy takiej jak Old Master Q, by ożywić lokalny przemysł wydawniczy.
Punktem zwrotnym było pojawienie się telewizji w latach 70. Filmy, w których grał Bruce Lee, zdominowały te czasy, a jego popularność wylansowała nową falę – manhuę kung-fu. Otwarcie ukazywana przemoc zwiększała sprzedaż komiksów, a rząd Hongkongu interweniował, wprowadzając w 1975 roku prawo dotyczące nieprzyzwoitych publikacji. W Little Rascals widoczne są wszystkie przemiany społeczne tamtych czasów. Ponowny rozkwit nastąpił w latach 90., wraz z pracami jak McMug trzyczęściowe opowieści Teddy Boy, Portland Street i Red Light District.
Od lat 50. Hongkong i jego rynek manhua są oddzielone od Chin kontynentalnych. Powrót Hongkongu pod zarząd chiński w 1997 roku może oznaczać ponowne zjednoczenie obydwu rynków. W zależności od tego, jak rozwiązane zostaną kwestie dotyczące kultury, szczególnie problem autocenzury, dużo większa grupa odbiorców na kontynencie może przynieść korzyści obydwu stronom.

## Nazewnictwo
W 1925 roku polityczne prace Feng Zikai zostały opublikowane w postaci zbioru zatytułowanego Zikai Manhua w Wenxue Zhoubao (Tygodniku Literackim). Chociaż termin „manhua” istniał już wcześniej, w formie zapożyczenia japońskiego słowa „manga”, ta konkretna publikacja była najważniejszą ze wszystkich związanych ze sztuką rysunkową, które ukazały się do tej pory. W konsekwencji termin „manhua” został związany z chińskimi komiksami. Znaki, które służą do zapisu słowa manhua, są identyczne w piśmie chińskim i japońskim oraz w przypadku koreańskiej manhwy.

## Kategorie
Zanim powstała oficjalna terminologia, formy artystyczne znane były pod kilkoma nazwami:
| polski                     | Pinyin       | pismo tradycyjne/uproszczone |
| -------------------------- | ------------ | ---------------------------- |
| Obrazki alegoryczne        | Rúyì Huà     | 如意畫 / 如意画              |
| Obrazki satyryczne         | Fĕngcì Huà   | 諷刺畫 / 讽刺画              |
| Obrazki polityczne         | Zhèngzhì Huà | 政治畫 / 政治画              |
| Obrazki na tematy aktualne | Shíshì Huà   | 時事畫 / 时事画              |
| Obrazki reportażowe        | Bàodǎo Huà   | 報導畫 / 报导画              |
| Obrazki notujące           | Jìlù Huà     | 紀錄畫 / 纪录画              |
| Obrazki zabawne            | Huáji Huà    | 滑稽畫 / 滑稽画              |
| Obrazki komediowe          | Xiào Huà     | 笑畫 / 笑画                  |

Dzisiejsza manhua dzieli się na cztery kategorie:
| Polski                         |
| ------------------------------ |
| manhua satyryczna i polityczna |
| manhua komiczna                |
| manhua sensacyjna              |
| manhua dla dzieci              |

## Cechy charakterystyczne
Na wyznaczniki nowoczesnej chińskiej manhuy wpłynęło przełomowe dzieło Chinese Hero z 1982 roku. Jego realistyczne, innowacyjne rysunki zawierały detale przypominające realnych ludzi. W większości form manhuy z okresu 1800–1930 pojawiały się poważne postacie. Kulturowa otwartość Hongkongu przyniosła w latach 50. postacie disnejowskie jak Mickey Mouse czy Pinokio, które zainspirowały lokalnych twórców, co widoczne jest w pracach jak Little Angeli z 1954 roku. W latach 60. istotnym elementem był napływ tłumaczonej z japońskiego mangi oraz telewizyjnego anime z Hongkongu. Inaczej niż manga, manhua wydawana była w pełnym kolorze, a niektóre panele w całości pokryte są pojedynczymi rysunkami.

## Manhua na świecie
W 2006 roku Fluid Friction Comics stała się pierwszą międzynarodową firmą publikującą komiksy. Biura otwarto w Hongkongu, a komiksy pisano i wydawano w języku chińskim. Być może to zapowiedź zmian i rozwoju rynku wydającego manhuę w Hongkongu. 
- DevaShard